# Yakir Gabay
Yakir Gabay (Hebreeuws: יקיר גבאי) (Jeruzalem, 1966) is een Cypriotisch-Israëlische miljardair en onroerend goed zakenman, gevestigd in Londen. Hij bezit 10% van de in Frankfurt genoteerde Duitse vastgoedonderneming Aroundtown SA. Gabay is de zoon van Meir Gabay, een voormalig directeur-generaal van het Israëlische ministerie van Justitie.

## Levensloop

### Jonge jaren
Gabay groeide op in Jeruzalem en behaalde een BS in economie en boekhouding en een MBA in financiën en bedrijfsontwikkeling aan de Hebrew University.

### Zakelijke carrière
Gabay begon zijn carrière bij het Prospectus Department van SEC in Israël.
Vervolgens bekleedde hij managementfuncties op de kapitaalmarkt als investeringsbankier. Halverwege de jaren negentig was hij CEO van de investment banking-divisie van Bank Leumi. Begin 2000 was Gabay voorzitter en partner van Gmul Investments, dat toen investeringen voor pensioenfondsen beheerde in onroerend goed en effecten voor een totaal van $30 miljard.
In 2004 heeft Gabay vastgoedinvesteringsactiviteiten in Berlijn opgezet en uitgebreid naar andere grote steden in Duitsland, het VK en Nederland op de residentiële, hotel en kantoormarkten. Hij investeerde samen met particuliere investeerders en institutionele investeerders waaronder de grootsten ter wereld. Het onroerend goed van de Groep bevindt zich in de grote steden van Duitsland, het VK en Nederland.

#### Aroundtown SA en Grand City Properties SA
Medio 2012 heeft Gabay Grand City Properties, een residentieel bedrijf, naar de beurs gebracht voor een bedrijfswaarde van 150 miljoen euro. Deze actie wordt op de beurs van Frankfurt als zeer succesvol beschouwd. Het bedrijf wordt verhandeld in het eersteklas segment van de beurs van Frankfurt, voor een waarde van 4 miljard euro (februari 2020) en is opgenomen in de belangrijkste aandelenindexen zoals MDAX.
Medio 2015 bracht Gabay de aandelen van Aroundtown SA naar zowel Euronext Parijs als de Beurs van Frankfurt voor een bedrijfswaarde van 1.5 miljard euro.
De notering was succesvol met meer dan een verdubbeling van de aandelenkoer. Het bedrijf wordt verhandeld in het eersteklas segment van de Beurs van Frankfurt, met een marktwaarde van 13 miljard euro (februari 2020) en is opgenomen in de belangrijkste aandelenindexen zoals MDAX.
Aroundtown SA en Grand City Properties worden gerangschikt volgens Standard & Poor's Global Ratings BBB +

#### Fusie met TLG
Aroundtown, de grootste beursgenoteerde commerciële vastgoedonderneming in Duitsland, fuseerde in februari 2020 met TLG Immobilien AG dat werd verhandeld op de Beurs van Frankfurt met een marktkapitalisatie van meer dan € 3 miljard. De gefuseerde onderneming Aroundtown SA wordt verhandeld in het eersteklas standaard segment van de Beurs van Frankfurt met een marktwaarde van € 13 miljard (februari 2020) en is opgenomen in de belangrijkste aandelenindexen zoals MDAX. In het eerste kwartaal van 2020 bedroeg de totale activa van Aroundtown meer dan € 32 miljard.
Gabay had 36% van de aandelen van Aroundtown SA in handen.
In september 2019 verkocht Gabay een deel van zijn Aroundtown-aandelen, waardoor zijn belangen in Aroundtown werden teruggebracht tot 10%. Aroundtown SA bezit 40 procent van Grand City Properties dat 70.000 appartementen in Duitsland en meer dan 3.000 in Londen in zijn portefeuille heeft.